# Calzada de Valdunciel
Calzada de Valdunciel là một đô thị ở tỉnh Salamanca, phía tây Tây Ban Nha, cộng đồng tự trị Castile-Leon. Đô thị này có cự ly 14 kilômét so với thành phố tỉnh lỵ Salamanca và có dân số 653 người. Đô thị Calzada de Valdunciel có diện tích 20,03 km².
Đô thị này nằm ở khu vực có độ cao 801 mét trên mực nước biển.
Mã số bưu chính là 37797.